# Lalpet
Lalpet é uma panchayat (vila) no distrito de Cuddalore, no estado indiano de Tamil Nadu.

## Demografia
Segundo o censo de 2001,  Lalpet  tinha uma população de 13,797 habitantes. Os indivíduos do sexo masculino constituem 49% da população e os do sexo feminino 51%. Lalpet tem uma taxa de literacia de 69%, superior à média nacional de 59.5%: a literacia no sexo masculino é de 76% e no sexo feminino é de 63%. Em Lalpet, 13% da população está abaixo dos 6 anos de idade.